# Diplazium meijeri
Diplazium meijeri är en majbräkenväxtart som beskrevs av Praptosuwiryo.
Diplazium meijeri ingår i släktet Diplazium och familjen Athyriaceae. Inga underarter finns listade i Catalogue of Life.